# Mnasea di Patrasso
Mnàsea Patrense (o Mnasèa, pronunciato secondo l'accentazione del greco antico Μνασέας, detto di Patrasso o di Patara in Cappadocia; fl. 200 a.C. circa) è stato un mitografo e storiografo greco antico, vissuto tra il tardo III secolo e l'inizio del II secolo a.C., che si ritiene esser stato allievo di Eratostene.

## Biografia
Nonostante la scarsità del materiale tramandato, Mnasea, che è citato anche da Plinio il Vecchio, è degno di nota per aver svelato alcune notizie e dettagli di culti esoterici, secondo una sua peculiare attitudine "razionalizzante", ricollegabile all'evemerismo di cui egli è considerato un seguace.
Tra i suoi frammenti si rinviene anche un'insinuazione a carico degli Ebrei, l'accusa di praticare l'onolatria: si tratta di un passaggio testuale che è considerato un'importante testimonianza storica dell'affiorare di un particolare atteggiamento anti-giudaico nell'intellettualità dell'epoca, inedito nella civiltà greca, tradizionalmente filosemita.

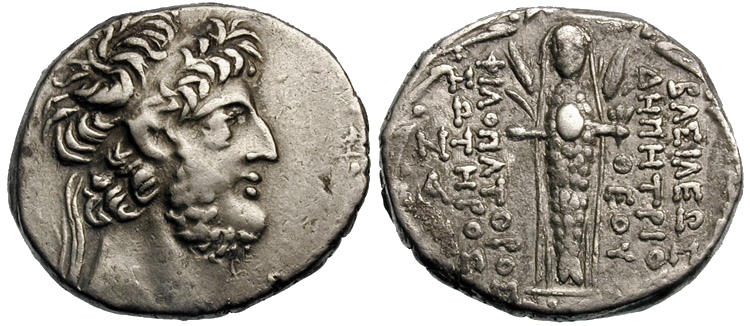
Raffigurazione di Atargatis, velata e in forma di sirena, dal rovescio di una moneta di Demetrio III Euchero. Alcuni dettagli del suo culto misterico furono svelati da Mnasea.

## Opere
Scrisse un Periplo, o Periegesi, opera composta da sei, o, forse, otto libri, in cui egli descriveva l'Europa, l'Asia occidentale e il Nord Africa.
Un'altra sua opera, intitolata Sugli oracoli, sembrerebbe esser stata una raccolta di responsi oracolari delfici, accompagnati dal relativo commento esegetico.
Delle sue opere sopravvivono comunque solo sparuti frammenti, circa una sessantina in tutto, incorporati come scholia o come citazioni in raccolte lessicografiche o altri testi, alcuni dei quali tramandati nei Papiri di Ossirinco. Da questi frammenti emergono alcuni pregi delle sue opere, come l'affidarsi a buone fonti e la manifestazione di un certo spirito critico.

### Edizioni dei frammenti

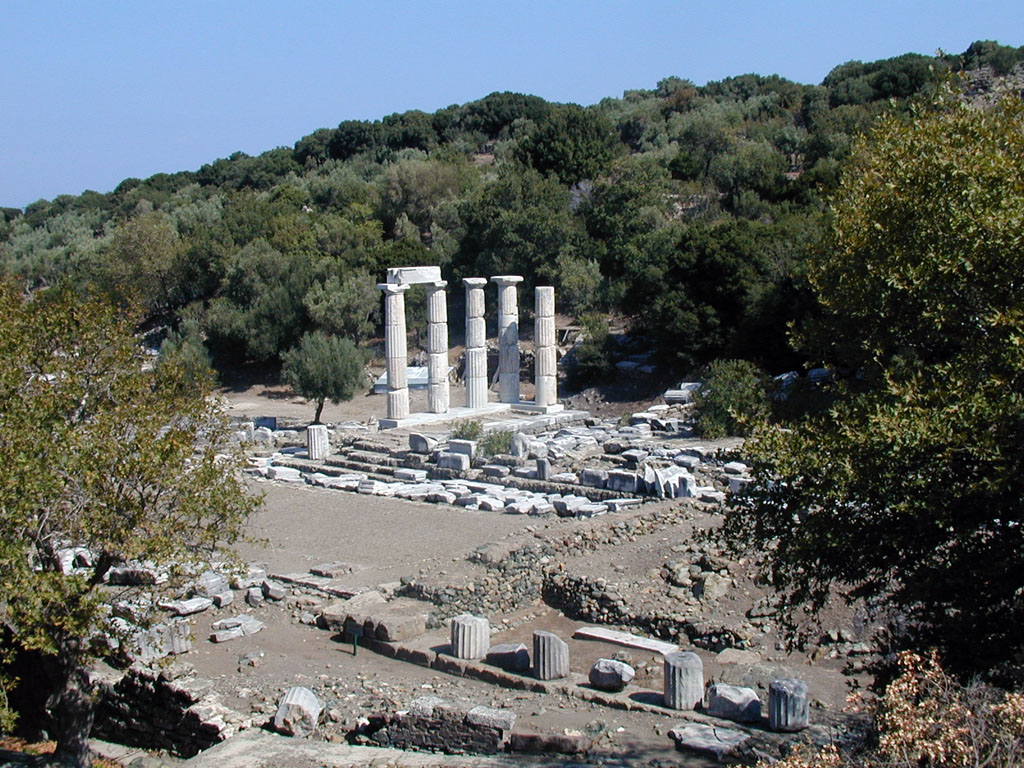
A Mnasea si deve lo svelamento di particolari del culto misterico dei Cabiri del santuario di Samotracia dedicato al culto dei Grandi Dei.

Lo scarno materiale relitto delle sue opere è stato per buona parte raccolto nell'Ottocento da Karl Wilhelm Ludwig Müller nei Fragmenta historicorum Graecorum ma è solo nel 2003 che i frammenti di Mnasea sono stati pubblicati per intero, a cura di Pietro Cappelletto.
Almeno in apparenza, quelli tràditi sembrano essere stati scelti, dagli autori antichi che ce li hanno preservati, in virtù di qualche insolita interpretazione ch'erano in grado di offrire o per qualche piccola informazione che essi contenevano. Si tratta per lo più di annotazioni riguardanti eventi mitologici e meravigliosi o genealogie locali: sono informazioni interessanti per molti versi, anche se, a quanto sembra, non sorrette da una grande accuratezza storica.

### Opera mitografica
Dai rari frammenti pervenuti sembra emergere una particolare disposizione della mitografia di Mnasea, l'apparente inclinazione a voler offrire uno svelamento "razionalizzante" di eventi altrimenti mitici, congeniale alla sua adesione alla corrente dell'evemerismo che gli autori gli attribuiscono. È il caso del distruttore Echeto, nel XVIII libro dell'Odissea di Omero, da lui interpretato come una figura reale di tiranno siciliano; o della filogenesi da lui proposta dei Dattili Idei, su basi onomastiche: il loro nome, secondo il mitografo, rivelava infatti una discendenza da Ida e da un padre di nome Daktylus.

#### Svelamento di culti misterici

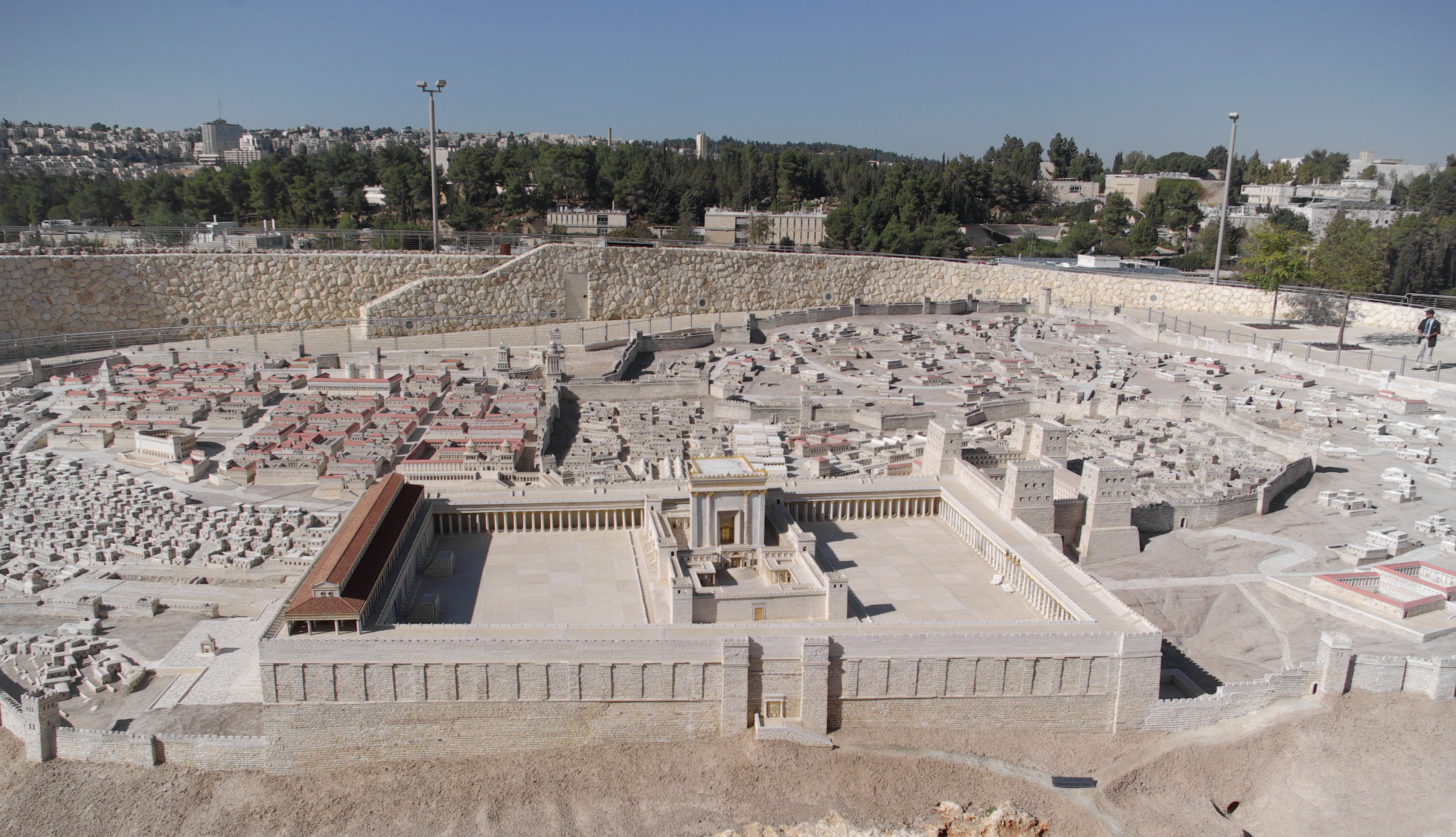
Ricostruzione del Secondo tempio di Gerusalemme, sui cui culti Mnasea esprime un'insinuazione anti-giudaica.

A questa attitudine critica e razionalizzante della sua mitografia si deve anche la preziosa rivelazione di notizie esoteriche riguardanti le religioni misteriche: ad esempio, i quattro nomi dei Cabiri, oggetto dei culti esoterici dei Grandi Dei nel Santuario di Samotracia, sono conosciuti proprio grazie a lui; sempre a lui si deve lo svelamento dei dettagli del culto di Atargatide ad Ascalona e del culto di Artemide a Perga.

### Argomentazioni anti-giudaiche
Riguardo alla scarsa accuratezza storica, va detto ad esempio, che Mnasea fu il primo autore a propalare la falsa notizia della celebrazione di un culto di una testa d'asino d'oro nel tempio di Gerusalemme. L'accostamento del Dio dell'ebraismo all'iconografia di Seth-Tifone dovette godere di un certo seguito, se anche Posidonio di Apamea, per altri versi autore accurato e scrupoloso, nonché ammiratore di Mosè, vi avrebbe accordato un certo credito; la notizia sarà poi ripresa anche da Tacito.
La notizia da lui riportata sulla presunta onolatria nel tempio di Gerusalemme, benché infondata, è tuttavia interessante da un punto di vista storico, perché testimonia di un mutato atteggiamento che iniziava ad affiorare in alcuni settori dell'intellettualità greca: una forma d'ironia, se non di vera e propria ostilità, andava sostituendosi alla manifesta tendenza filosemita espressa dagli scrittori del IV secolo a.C. L'affermazione di Mnasea si aggiungeva a un'altra, anch'essa infondata, che iniziava a circolare all'incirca nello stesso periodo, senza però beneficiare di un seguito altrettanto importante: riguardava la presunta pratica giudaica di celebrare sacrifici umani nei loro riti. Entrambe le «insinuazioni» saranno rivolte in seguito ai Cristiani.